# Radio Deea
Radio Deea a fost o rețea radio care a implementat pentru prima dată formatul CHR Party Radio în România. Aceasta a apărut în anul 1997, la Onești. Ulterior, postul a fost extins, devenind prima rețea independentă de radio din Moldova. În primavara lui 2005, rețeaua a intrat și în București, când a investit 250.000 de euro pentru a deschide stația. În iulie 2007, postul a emis în 21 de localități din țară.
În ianuarie 2008, site-ul și brandul Radio Deea au fost achiziționate de unul dintre foștii angajați.
În 2011, Radio Deea a fost inclus pe lista de invitați la Festivalul Internațional de Radio de la Zürich, fiind singurul post de radio din România invitat până în 2014.

## Vânzarea licențelor
În anul 2007, Lagardère a achiziționat licențele rețelei radio Deea, o parte dintre acestea fiind folosite pentru lansarea, în aprilie 2008, a rețelei Vibe FM. Lagardere a cumpărat licențele Radio Deea, dar nu și brandul. De asemenea: Radio 21 a cumpărat 20 de licențe de la Radio Deea, tot în anul 2007.
Vibe FM a păstrat formatul de muzică clubbing până în anul 2015, când, în martie același an, a adoptat formatul de muzică Oldies but Goldies.